# Тау¹ Гидры
Тау¹ Гидры (лат. τ¹ Hydrae), 31 Гидры (лат. 31 Hydrae), HD 81997 — тройная звезда в созвездии Гидры на расстоянии приблизительно 58 световых лет (около 17,8 парсек) от Солнца. Возраст звезды определён как около 1,8 млрд лет.

## Характеристики
Первый компонент (WDS J09291-0246Aa) — жёлто-белая звезда спектрального класса F5V, или F5, или F5,5IV-V. Видимая звёздная величина звезды — +4,9m. Масса — около 1,4 солнечной, радиус — около 1,461 солнечного, светимость — около 3,862 солнечной. Эффективная температура — около 6354 K.
Второй компонент (WDS J09291-0246Ab) — красный карлик спектрального класса M. Масса — около 109,42 юпитерианской (0,1045 солнечной). Орбитальный период — 2807 суток (7,685 года). Удалён в среднем на 4,44 угловой секунды (1,673 а.е.).
Третий компонент (BD-02 2902) — оранжевый карлик спектрального класса K0. Видимая звёздная величина звезды — +7,28m. Масса — около 0,86 солнечной, радиус — около 0,81 солнечного, светимость — около 0,435 солнечной. Эффективная температура — около 5022 K. Удалён на 65,7 угловой секунды (в среднем на 1137 а. е.).

## Описание
Звезда, согласно шкале Бортля, видна невооружённым глазом на пригородном/городском небе (англ. Suburban/urban transition).
Из измерений параллакса, полученных во время миссии Gaia известно, что звёзды удалены примерно на 57,9 св. лет (17,8 пк) от Земли. Звезда наблюдается южнее 88° с. ш., то есть звезда видна практически на всей территории обитаемой Земли, за исключением полярных областей Арктики. Лучшее время наблюдения — февраль.
Звезда Тау¹ Гидры движется со средней скоростью относительно Солнца: её радиальная гелиоцентрическая скорость равна 10 км/с, а также это значит, что звезда удаляется от Солнца. Звездная система приближалась к Солнцу на расстояние 33,8 св. лет примерно 1,0 млн. лет назад, когда компонент A увеличил свою яркость на величину 1,17m до величины 3,42m (то есть светил как Бета Павлина или как Мю Геркулеса A светят сейчас), а компонент B увеличивал свою яркость на величину 1,2m до величины 6,08m (то есть светил тогда как 12 Жирафа светит сейчас) и был виден невооружённым глазом.
По небосводу звезды движутся на юго-восток, проходя по небесной сфере 0,11″ в год. Средняя пространственная скорость Тау¹ Гидры имеет компоненты (U, V, W)=(0,9, −7,3, 11,4), что означает U=0,9 км/с (движется по направлению к галактическому центру), V=−7,3 км/с (движется против направлении галактического вращения) и W=11,4 км/с (движется в направлении северного галактического полюса).

## Имя звезды
Тау¹ Гидры (латинизированный вариант лат. Tau¹ Hydrae, τ¹ Hydrae) является обозначением Байера, данным им звезде в 1603 году. Хотя звезда и имеет обозначение τ (Тау — 19-я буква греческого алфавита), однако сама звезда — 22-я по яркости в созвездии. 31 Гидры (латинизированный вариант лат. 31 Hydrae) является обозначением Флемстида.
Звезды Тау¹ Гидры и Тау² Гидры, наряду с Йота Гидры и 33 Гидры (A Гидры) — была обозначена Птолемеем, как Καμπή (Kampē); но Казвини знал их как ʽUḳdah, «Морской узел». Согласно каталогу звезд в «Техническом меморандуме 33-507 — Сокращенный каталог звезд, содержащий 537 названий звёзд» — «Уда» (Uḳdah) был названием для четырёх звезд: Тау¹ Гидры как «Уда I», Тау² Гидры как «Уда II», звезды 33 Гидры и Йота Гидры являются «Уда III» и «Уда IV», соответственно.
В китайской астрономии, звезды Альфард, Тау¹ Гидры, Тау² Гидры, Йота Гидры, 26 Гидры, 27 Гидры, HD 82477, HD 82428 относится к созвездию 柳宿 (Xīng Sù)) «Звезда» и также входят в астеризм «Звезда» (англ. Star). Соответственно, Тау¹ Гидры известна как 星宿二 (Xīng Sù èr, англ. the Second Star of Star «Вторая Звезда Звезды»).

## Свойства кратной системы Тау¹ Гидры
|  |  |  |  |                       |  | Aa                         |  |
|  |  |  |  |                       |  |                            |  |
|  |  |  |  |                       |  | T = 2815 суток a = 0,255 " |  |
|  |  |  |  |                       |  |                            |  |
|  |  |  |  |                       |  | Ab                         |  |
|  |  |  |  |                       |  |                            |  |
|  |  |  |  |                       |  |                            |  |
|  |  |  |  | T=26087 лет a = 67,5" |  |                            |  |
|  |  |  |  | B                     |  |                            |  |
|  |  |  |  |                       |  |                            |  |

Пара Тау¹ Гидры Aa и Тау¹ Гидры Ab являются широкой спектрально-двойной парой звезд, в которой компоненты отдалены друг от друга на угловое расстояние в 0,255 ″, что соответствует периоду обращения равному 2815 суток и большой полуоси орбиты между компаньонами, по крайней мере, 4,1 а.е. (для сравнения радиус орбиты Юпитера равен 5,2 а.е. и период обращения равен 4332,6 суток). У системы довольно большой эксцентриситет, который равен 0,427. Таким образом, в процессе вращения друг вокруг друга звёзды, то сближаются на расстояние 2,35 а.е. (то есть до орбиты астероида Туснельда), то удаляются на расстояние 5,85 а.е.
Пара Тау¹ Гидры Aa-Ab и звезда Тау¹ Гидры B отдалены друг от друга на угловое расстояние в 67,5 ″, что соответствует периоду обращения равному 26087 лет и большой полуоси орбиты между компаньонами, по крайней мере, 1120 а.е. (0,018 св. лет).
Для звёзды с массой 0,35 {\displaystyle M_{\bigodot }} на расстоянии 17,8 пк видимая звёздная величина составит примерно 10,6m. Если мы будем смотреть со стороны Тау¹ Гидры Aa на Тау¹ Гидры Ab, то мы увидим красную звездочку, которая светит с яркостью −19,13m, то есть с яркостью 360 лун в полнолуние (в среднем, в зависимости от положения звезды на орбите). Причём угловой размер звезды будет — 0,05°, что составляет 10 % углового размера нашего Солнца. Если же мы будем смотреть со стороны Тау¹ Гидры Ab на Тау¹ Гидры Aa, то мы увидим жёлто-белую звезду, которая светит с яркостью −25,16m, то есть с яркостью 0,23 от светимости Солнца (в среднем, в зависимости от положения звезды на орбите). Причём угловой размер звезды будет — 0,22°, что составит 43 % от размеров Солнца. Более точные параметры звёзд приведены в таблице:
| | В периастре (2,35 а.е.)       | В периастре (2,35 а.е.) | В периастре (2,35 а.е.)        | В периастре (2,35 а.е.) | В апоастре (5,85 а.е.)        | В апоастре (5,85 а.е.) | В апоастре (5,85 а.е.)         | В апоастре (5,85 а.е.) |
| m | {\displaystyle L_{\bigodot }} | D°                      | {\displaystyle D_{\bigodot }}% | m                       | {\displaystyle L_{\bigodot }} | D°                     | {\displaystyle D_{\bigodot }}% |                        |
| --- | ----------------------------- | ----------------------- | ------------------------------ | ----------------------- | ----------------------------- | ---------------------- | ------------------------------ | ---------------------- |
| Aa→Ab | -20,37                        | 0,003                   | ~0,09°                         | ~18 %                   | -18,39                        | 0,0005                 | ~0,03°                         | 7,1 %                  |
| Ab→Aa | -26,37                        | 0,70                    | ~0,38°                         | ~76 %                   | -24,39                        | 0,11                   | ~0,13°                         | ~30 %                  |
| - m — видимая звёздная величина; - {\displaystyle L_{\bigodot }} — светимость, выраженная в светимостях Солнца; - D° — угловой диаметр звезды выраженный в градусах (угловой диаметр Солнца — 0,5°); - {\displaystyle D_{\bigodot }}% — диаметр звезды, выраженный в процентах от диаметра Солнца; |                               |                         |                                |                         |                               |                        |                                |                        |

Если мы будем смотреть со стороны пары Тау¹ Гидры Aa-Ab на Тау¹ Гидры B, то мы увидим оранжевую звезду, которая светит с яркостью −10,30m, то есть с яркостью 0,11 лун в полнолуние. Причём угловой размер звезды (в среднем) будет — ~0,39mas, что составляет 0,08 % от диаметра нашего Солнца. И, наоборот, если мы будем смотреть из окрестностей компонента Тау¹ Гидры B на Тау¹ Гидры Aa-Ab, то мы увидим пару звёзд: жёлто-белую и красную, которые светят с общей яркостью −12,94m (то есть с яркостью 1,2 лун в полнолуние). Причём почти весь вклад в общую светимость будет вносить звезда Тау¹ Гидры Aa, рядом с которой будет находиться звезда Тау¹ Гидры Ab, которая будет светить с яркостью −6,98m (то есть с яркостью 8,4 венер в максимуме. Причём угловой размер звёзд (в среднем) будет — ~0,79mas и ~0,19 mas, то есть угловой размер звезды составит 0,15 % и 0,037 % от углового размера нашего Солнца, соответственно. При этом максимальное угловое расстояние между звёздами будет 0,6°.
В течение 1990-х годов считалось, что звезда является переменной типа Гаммы Золотой Рыбы, но позже это было опровергнуто, поскольку она не показывает кратковременной фотометрической переменности. Звезда действительно демонстрирует некоторую долговременную переменность, возможно, в результате цикла магнитной активности, подобного солнечному циклу. Тау¹ Гидры демонстрирует лёгкую переменность: во время наблюдений яркость звезды колеблется на 0,10m, изменяясь в пределах от 5,52m до 5,62m без какой-либо периодичности (скорее всего у звезды несколько периодов), тип переменной так же не определён.

### Свойства звезды Тау¹ Гидры Aa
Тау¹ Гидры Aa — судя по её спектральному классу F6V, является карликом спектрального класса F.
Судя по её массе, которая равна 1,35 {\displaystyle M_{\bigodot }} звезда начала свою жизнь как карлик спектрального класса F1, радиус звезды тогда был 1,37 {\displaystyle R_{\bigodot }}, а температура поверхности тогда была порядка 7300 КТаблицы VII и VIII. Однако, в процессе эволюции радиус звезды несколько увеличился, а температура звезды немного упала. Звезда излучает энергию со своей внешней атмосферы при эффективной температуре около 6473 К, что придаёт ей характерный жёлто-белый цвет.
В связи с небольшим расстоянием до звезды её радиус может быть измерен непосредственно, и такая попытка была сделана в 1922 году датским астрономом Эйнар Герцшпрунгом, но поскольку звезда была двойная, то измерение радиуса произошло с ошибками. Данные об этом измерении приведены в таблице:
| Имя звезды | Год  | m                     | Спектр                | D (mas)               | Rабс ({\displaystyle R_{\bigodot }}) | Комм.  |
| Тау1 Гидры | 1922 | 4.78                  | F5                    | 1.0                   | —                                    | [ 36 ] |
| Тау1 Гидры | 1972 | 4.61                  | F6V                   | 0.81                  | 1.4                                  | [ 37 ] |
| 31 Гидры   | 1977 | 4.61                  | F6V                   | —                     | 1.3                                  | [ 38 ] |
| Глизе 348A | 1983 | 4.61                  | F6V                   | —                     | 1.1                                  | [ 39 ] |
| Тау1 Гидры | 2018 | измерение миссии Gaia | измерение миссии Gaia | измерение миссии Gaia | 1,58 ± 0,04                          | [ 20 ] |

Измерения радиуса сделанные во время миссии Gaia показывают, что он равен 1,58 {\displaystyle R_{\bigodot }}, то есть измерение 1972 года было довольно адекватным, но недостаточно точным. Также радиус можно проверить, через значение поверхностной гравитации. Звезда имеет поверхностную гравитацию, характерную для проэволюционировавших карликов —4,12 ± СГС или 131,8 м/с2, то есть на 52 % меньше, чем на Солнце (274,0 м/с2). Зная массу и значение поверхностной гравитации можно вычислить, что радиус звезды равен 1,67 {\displaystyle R_{\bigodot }}, что по-видимому является наиболее точным значением.
Светимость звезды напрямую была померена во время во время миссии Gaia, она равна 3,862 ± 0,045 {\displaystyle L_{\bigodot }}, и она оказалась очень большой для звезды спектрального класса F6, но типичной для карлика, переходящего к стадии субгиганта. Светимость звезды, вычисленная из закона Стефана — Больцмана, должна быть равна 4,37 {\displaystyle L_{\bigodot }}. Для того, чтобы планета, аналогичная нашей Земле, получала бы примерно столько же энергии, сколько она получает от Солнца, её надо было бы поместить на расстоянии 2,1 а.е., то есть астероида Медуза, однако в этом случае она не сможет существовать, поскольку попадёт под гравитационное влияние Тау¹ Гидры Ab и будет либо разрушена, либо выброшена из системы.
Звёзды, имеющие планеты, имеют тенденцию иметь большую металличность по сравнению Солнцем и Тау¹ Гидры Aa имеет значение металличности несколько меньшее, чем солнечное значение −0,01, то есть примерно 98 % от солнечного значения, что позволяет предположить, что звезда «пришла» из других областей Галактики, где было столько же металлов, и рождено в молекулярном облаке благодаря такому же плотному звёздному населению и такому же количеству сверхновых звёзд.
Тау¹ Гидры Aa находится в зоне существования «скорости отрыва», которая приходится на спектральный класс F5. Более горячие звёзды вращаются намного быстрее в результате падения их внешних конвективных слоев. Правда в результате генерации магнитные поля, в сочетании со звёздными ветрами их вращение замедляется со временем. Сейчас Тау¹ Гидры Aa вращается со скоростью почти в 15 раз больше солнечной и равной 30,4 км/с, что даёт период вращения звезды — 2,7 дня, а 3,0 млрд. лет назад её скорость вращения была порядка 250 км/с.
Звезда Тау¹ Гидры Aa, как и вся звёздная система, уже сильно проэволюционировала, и её текущий возраст равен 3,61 млрд лет. Также известно, что звёзды с массой 1,35 {\displaystyle M_{\bigodot }} живут на главной последовательности порядка 3,14 млрд. лет, то есть Тау¹ Гидры Aa уже сошла с главной последовательности и становится субгигантом. Скоро (через несколько десятков миллионов лет) звезда станет красным гигантом, при этом она скорее всего поглотит вторичный компонент Тау¹ Гидры Ab, а затем, сбросив внешние оболочки, станет белым карликом.

### Свойства звезды Тау¹ Гидры Ab
Вторичный компонент системы Тау¹ Гидры A, судя по его массе, которая равна 0,35 {\displaystyle M_{\bigodot }}, является красным карликом спектрального класса M3, что указывает на то, что водород в ядре звезды является ядерным «топливом», то есть звезда находится на главной последовательности. Радиус подобных звёзд должен быть равен 0,39 {\displaystyle R_{\bigodot }}, светимость оценивается в 0,015 {\displaystyle L_{\bigodot }}, а эффективная температура около 3250 К.

### Свойства звезды Тау¹ Гидры B
Вторичный компонент системы Тау¹ Гидры, судя по его массе, которая равна 0,86 {\displaystyle M_{\bigodot }}, является оранжевым карликом спектрального класса K0, что указывает на то, что водород в ядре звезды является ядерным «топливом», то есть звезда находится на главной последовательности. Радиус звёзды равен 0,81 {\displaystyle R_{\bigodot }}, эффективная температура 5197 К, а светимость оценивается в 0,435 {\displaystyle L_{\bigodot }}.
Для того, чтобы планета, аналогичная нашей Земле, получала бы примерно столько же энергии, сколько она получает от Солнца, её надо было бы поместить на расстоянии 0,66 а.е., то есть почти на орбиту Венеры, чья большая полуось равна 0,72 а.е. Причём с такого расстояния Тау¹ Гидры B выглядела бы на 31 % больше нашего Солнца, каким мы его видим с Земли — 0,65° (угловой диаметр нашего Солнца — 0,5°). Предполагая, что эволюция жизни на углеродной основе, носит универсальный характер и полагая, что космосе действуют те же законы, что и на Земле, также то, что возраст звезды такой же, как и у Тау¹ Гидры Aa — 3,61 млрд. лет, можно сказать, что на планете аналогичной Земле рядом с Тау¹ Гидры B эволюция находится на стадии протерозоя, а более конкретно на стадии тония. В это время формируется древнейшая фауна многоклеточных животных похожая на хайнаньскую, большая часть представителей которой, видимо, имели червеобразную форму.

## История изучения кратности звезды
В 1821 году английский астроном Дж. Гершель, основываясь на записях от 1782 года, открыл двойственность Тау¹ Гидры, то есть им открыл компонент B и звёзды вошли в каталоги как HJ 1167.
Согласно Вашингтонскому каталогу визуально-двойных звёзд, параметры этих компонентов приведены в таблице:
| Компонент | Год  | Количество измерений | Позиционный угол | Угловое расстояние | Видимая звёздная величина компонента I | Видимая звёздная величина компонента II |
| B         | 1782 | 46                   | 359°             | 61.7″              | 4.64m                                  | 7.28m                                   |
| B         | 1821 | 46                   | 3°               | 65.7″              | 4.64m                                  | 7.28m                                   |
| B         | 2012 | 46                   | 4°               | 67.5″              | 4.64m                                  | 7.28m                                   |

Обобщая все сведения о звезде, можно сказать, что у звезды Тау¹ Гидры, есть, по крайней мере, 1 спутник:
- компонент B, звезда 7-й величины, находящаяся на угловом расстоянии 67,5 секунд дуги и период вращения звезды составляет 26 087 лет[29].

## Ближайшее окружение звезды
Следующие звёздные системы находятся на расстоянии в пределах 20 световых лет от звезды Тау¹ Гидры (включены только: самая близкая звезда, самые яркие (<6,5m) и примечательные звёзды). Их спектральные классы приведены на фоне цвета этих классов (эти цвета взяты из названий спектральных типов и не соответствуют наблюдаемым цветам звёзд):
| Звезда    | Спектральный класс | Расстояние, св. лет |
| Глизе 347 | M3.5 V             | 4.43                |
| LQ Гидры  | K0 V               | 9.42                |

Рядом со звездой, на расстоянии 20 световых лет, есть ещё порядка 20 красных, оранжевых карликов и жёлтых карликов спектрального класса G, K и M, а также 2 белых карлика которые в список не попали.

### Комментарии
1. 1 2 3 4 5 6 7 8  Угловой диаметр (δ) вычисляется по формуле:
{\displaystyle \delta =2\arctan \left({\frac {R_{\mathrm {S} }}{d_{\mathrm {S} }}}\right)}, где RS — радиус звезды, выраженный в а.е.; dS — расстояние до звезды, выраженное в а.е.
2. ↑  HJ — ссылка на каталог Дж. Гершеля, 1167 — номер записи в его каталоге